# Vladimir Andreevič Dolgorukov
Principe Vladimir Andreevič Dolgorukov, (in russo: Владимир Андреевич Долгоруков) (Mosca, 15 luglio 1810 – Parigi, 1º luglio 1891), è stato un generale russo.

## Biografia
Era l'ultimogenito di Andrej Nikolaevič Dolgorukov (1772-1834), e di sua moglie, Elizaveta Nikolaevna Saltykova (1777-1855).

## Carriera
Dopo la laurea, servì nel reggimento di cavalleria partecipato alla campagna polacca, e più tardi fu membro del Consiglio militare.
Il 30 agosto 1865 fu nominato governatore generale di Mosca, carica che ricoprì fino al 26 febbraio 1891, con grande popolarità tra la popolazione.
Partecipò alla guerra russo-turca (1877-1878).

## Matrimonio
Sposò Varvara Vasil'evna Dolgorukova (1816-1866), la figlia di Vasilij Vasil'evič Dolgorukov e di Varvara Sergeevna Gagarina. Ebbero due figli:
- Varvara Vladimirovna (1840-?), sposò Nikolaj Vasil'evič Voejkov;
- Vasilij Vladimirovič (1841-1859).

## Morte
Morì il 1º luglio 1891 a Parigi e fu sepolto nel cimitero di Smolensk a San Pietroburgo.